# 宋 (春秋)
宋（そう、紀元前1100年ごろ-紀元前286年）は、中国に周代・春秋時代・戦国時代に亘って存在した国である。都は商丘。

## 概要
周によって滅ぼされた殷の帝辛（紂王）の異母兄微子啓が封じられた国であったという。ただし、『史記』宋微子世家によれば、微子啓の後継者は同母弟の微仲であり、微仲までは微の地を領土としていたと考えられる。
国力はさほどでもなかったが、前王朝の王統に繋がる国ということで最高位の公爵が与えられていた。
襄公の時代に力をつけ、斉の桓公が死んだ後に諸侯を集めて会盟した。これを楚の成王は不快に思い、会盟にやってきた襄公を監禁した。一旦謝罪し解放してもらった襄公は雪辱すべく泓水（おうすい）で楚と決戦を行った。
楚軍が河を渡ろうとした時、これを好機と宋軍の宰相が攻撃許可を求めたが襄公は許可しなかった。また楚軍が隊列を整えているところを見て、宰相は再び攻撃許可を求めたがまたしても襄公は許可しなかった。結果、河を渡り終え隊列を整え終えた楚軍は宋軍を叩きのめし、宋は惨敗した（→泓水の戦い）。
後に「何故許可を出さなかったのか」と聞かれて襄公は「君子は人の弱みに付け込んで戦いに勝つような事はしないものだ」と答えたという。この話から身の程知らずのつまらない仁を宋襄の仁と呼ぶようになった。

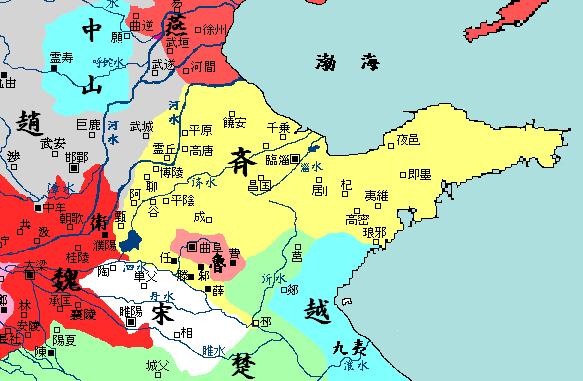
紀元前350年頃の宋と周辺諸国

泓水の戦いの後、晋の公子である重耳が宋に亡命してきた。重耳が逸材である事を見抜いた襄公は、敗戦後にもかかわらず重耳を大いにもてなした。この恩を重耳は忘れず、後に晋の君主になった後、宋が楚に攻められた時に大軍を発してこれを救援した。重耳の死後もこの関係は変わらず、どんなに楚に痛めつけられても宋は晋に対する友誼を捨てなかった。これにより楚が北上し、晋が押し返すという春秋時代中期の形が出来上がっていくのである。
襄公の後は斉・楚・晋といった大国の挟間で地位を低下した。文公から平公期には華元や向戌の活躍が知られるが、最後の王である康王は暴君であったために名声が低くかつての夏の桀になぞらえ桀宋と呼ばれる有様であった。そのため、紀元前286年、斉によって滅ぼされた。

## 宋に関する伝承
「宋である男が野良仕事をしていた。すると森の方から兎が飛んできて切り株に首をぶつけて死んでしまった。男は何もしないで兎を得た事に喜び、次の日からまた兎が切り株にぶつける事を期待して、じっと切り株を見守る事にした。兎は二度とやって来ず、男の畑は草が生い茂った」
韓非が旧来の制度にしがみついている者を批判するのに使った伝承である。ここから臨機応変に物事を処理できないものの事を「守株」と言うようになった。株（くいぜ）を守る、とも。この話を元に北原白秋が『待ちぼうけ』の詩を作っている。
この伝承や先述の宋襄の仁など、宋に関する伝承には非合理的な奇妙な判断をそしるものが多いが、一説に周系統の勢力と異質な体質を持つ古代の夏王朝系統の杞の文化と殷（商）系統の宋の文化は蔑視されていたため、偏見で誇張された部分も多かったのではないかとも言われている。

## 歴代君主
1. 微子啓（啓）
2. 微仲衍（衍）
3. 宋公稽（稽）
4. 丁公（申）
5. 湣公（共）
6. 煬公（熙）
7. 厲公（鮒祀）:？ — 紀元前859年
8. 釐公（挙）:紀元前859年 — 紀元前831年
9. 恵公（覵）:紀元前831年 — 紀元前801年
10. 哀公:紀元前801年 — 紀元前800年
11. 戴公（白）:紀元前800年 — 紀元前766年
12. 武公（司空）:紀元前766年 — 紀元前748年
13. 宣公（力）:紀元前748年 — 紀元前729年
14. 穆公（和）:紀元前729年 — 紀元前720年
15. 殤公（與夷）:紀元前720年 — 紀元前711年
16. 荘公（馮）:紀元前711年 — 紀元前692年
17. 湣公（捷）:紀元前692年 — 紀元前682年
18. 宋子游（游）:紀元前682年
19. 桓公（禦説）:紀元前682年 — 紀元前651年
20. 襄公（茲甫）:紀元前651年 — 紀元前637年
21. 成公（王臣）:紀元前637年 — 紀元前620年
22. 宋君禦（禦）:紀元前620年
23. 昭公（杵臼）:紀元前620年 — 紀元前611年
24. 文公（鮑革）:紀元前611年 — 紀元前589年
25. 共公（瑕）:紀元前589年 — 紀元前576年
26. 平公（成）:紀元前576年 — 紀元前532年
27. 元公（差）:紀元前532年 — 紀元前517年
28. 景公（欒）:紀元前517年 — 紀元前469年
29. 宋公啓（啓）:紀元前469年
30. 昭公（特）:紀元前469年 — 紀元前404年
31. 悼公（購由）:紀元前404年 — 紀元前385年
32. 休公（田）:紀元前385年 — 紀元前363年
33. 桓公（辟兵）:紀元前363年 — 紀元前350年?
34. 剔成君（喜）:紀元前350年? — 紀元前329年
35. 康王（偃）:紀元前329年 — 紀元前286年